# Utel Universidad
La Universidad Tecnológica Latinoamericana en Línea (Utel) es una institución privada de educación superior a distancia, con sede en la Ciudad de México. Fue fundada en 2008 y ofrece programas de licenciatura, maestría y doctorado en modalidad totalmente en línea. Sus planes de estudio cuentan con reconocimiento oficial de la Secretaría de Educación Pública de México (SEP) y la universidad mantiene presencia académica en diversos países de América Latina y Europa a través de convenios y servicios educativos digitales.

Utel Universidad fue fundada en 2008 por Ignacio Guerra Pellegaud. A partir de 2020, bajo la dirección de David Stofenmacher, la institución inició un proceso de expansión internacional con operaciones en Chile, Ecuador, República Dominicana, Estados Unidos y España. En 2021 extendió su presencia a Argentina, Bolivia, El Salvador, Guatemala, Panamá y Paraguay, así como a países de Asia como Filipinas, Vietnam e Indonesia.
Los programas académicos de Utel cuentan con reconocimiento oficial de la Secretaría de Educación Pública (SEP) de México, a través de la Subsecretaría de Educación Superior y la Dirección General de Educación Superior Universitaria. La institución se rige por la Ley General de Educación Superior y su estructura está alineada a los parámetros de la Asociación Mexicana de Educación Continua y a Distancia (AMECYD).
1. ↑  «1».
2. ↑  «2».
3. ↑  «3».